# 镇海革命烈士陵园
镇海革命烈士陵园，位于中国浙江省宁波市镇海区九龙湖镇河头村黄狼山南侧。陵园始建于1952年3月，后于1978年、1996年多次迁建，现占地面积9653.4平方米。目前陵园由五坪组成，一坪为镌刻“生的伟大、死的光荣”纪念坪制供壁，二坪、三坪为阶道，设有数条石凳并种植花木，四坪为银白色花岗石材质方形纪念碑，上书“革命烈士永垂不朽”，五坪系七间砖混结构纪念用平房，内安置371位烈士名录、遗像、遗物，并安放48位烈士骨灰盒。1989年7月，浙江省人民政府将镇海烈士陵园列为县级烈士陵园。
1996年11月，镇海烈士陵园被公布为镇海区文物保护单位。